# تيم والكر
تيم والكر (بالإنجليزية: Tim Walker)‏ هو مصور موضة ومصور بريطاني، ولد في 1970 في إنجلترا في المملكة المتحدة.

## وصلات خارجية
- الموقع الرسمي
- تيم ووكر على موقع IMDb (الإنجليزية)
- تيم ووكر على موقع ميوزك برينز (الإنجليزية)
- تيم ووكر على موقع ديسكوغز (الإنجليزية)